# 50 відсотків рації
50 відсотків рації — збірка українського літературного критика, письменника Олександра Бойченка. Видана 2016 року у видавництві «Видавництво 21».

## Опис
Збірка складається з коротких текстів на різноманітну тематику, серед яких — мовне питання, євроінтеграція, допустимість толерантності. Деякі з них розповідають про приятелів автора, інші написані на основі власних життєвих пригод письменника, або ж його вражень від мандрів. Події відбувають у таких містах як Львів, Чернівці, Магадан, Варшава. Окремо висвітлено Крим, США, Будакську косу. В окремих творах йдеться про способи спілкування і спроби людей різного віку порозумітися, статусу та походження. Автор оповідає про випадкові знайомства та інші побутові моменти з життя.

## Критика
Критики позитивно оцінили збірку. Так критикиня Юлія Ємець-Доброносова відзначила, що «більшість текстів збірки, стає для автора своєрідним захистом від неґативних емоцій — коли стикаєшся з чимось, що набридливо спантеличує, спостерігаєш нав’язливу реґулярність дурощів, якими сповнено наше буття». Літературний оглядач Микола Петращак вказав, що «збірка «50 відсотків рації», в першу чергу, зацікавить поціновувачів творчості Бойченка та любителів коротких публіцистичних текстів».  Літакцент окреслив книгу як ту, котра «розрахована на 50 відсотків читачів».

### Видавництво
- «50 відсотків рації» [Архівовано 5 січня 2019 у Wayback Machine.] на сайті «Видавництва 21»

### Критика, інтерв'ю, події
- Ємець-Доброносова Ю. (червень 2017). Олександр Бойченко. 50 відсотків рації. Критика. Архів оригіналу за 5 січня 2019. Процитовано 5 січня 2019.
- Олійник Є. (11 лютого 2016). «50 відсотків рації» Олександра Бойченка. Радіо Свобода. Архів оригіналу за 5 січня 2019. Процитовано 5 січня 2019.
- «50 відсотків рації» Олександра Бойченка. Збруч. Архів оригіналу за 5 січня 2019. Процитовано 5 січня 2019.
- Марченко О. (22 листопада 2016). Бойченко: «Усе буде добре, але ніхто до того не доживе». BBC News Україна. Архів оригіналу за 5 січня 2019. Процитовано 5 січня 2019.
- Петращук М. (8 березня 2016). Олександр Бойченко «50 відсотків рації». chytay-ua.com. Архів оригіналу за 5 січня 2019. Процитовано 5 січня 2019.
- Олександр Бойченко. 50 відсотків рації. ЛітАкцент. 5 лютого 2016. Архів оригіналу за 6 січня 2019. Процитовано 5 січня 2019.
- Саманчук С. (17 квітня 2016). Олександр Бойченко: «Глобальна біда наших днів – це «функціональний ідіотизм»». vezha.org. Архів оригіналу за 5 січня 2019. Процитовано 5 січня 2019.
- Саманчук С. (11 березня 2016). «Інтелектуал, насправді, може бути й ідіотом», – Олександр Бойченко. hromadske.volyn.ua. Архів оригіналу за 2 січня 2019. Процитовано 5 січня 2019.